# Maru Teferi
Marhu Abinet Teferi (hebräisch מארו אבינת טפרי; auch Maru Teferi; * 17. August 1992 in Dangila, Äthiopien) ist ein israelischer Leichtathlet äthiopischer Herkunft, der sich auf den Langstreckenlauf spezialisiert hat. Er gewann die Silbermedaille bei den Leichtathletik-Weltmeisterschaften 2023 in Budapest.

## Leben
Marhu Teferi stammt ursprünglich aus Äthiopien. Seine Mutter starb, als er acht Jahre alt war. Im Alter von 14 verließ er mit weiteren Familienmitgliedern sein Geburtsland und zog nach Israel, dessen Staatsbürgerschaft er später annahm. Er begann Hebräisch zu lernen und besuchte bald dieselbe Schule wie sein älterer Bruder. Er ist seit 2017 verheiratet mit der ebenfalls aus Äthiopien stammenden Langstreckenläuferin und Olympiateilnehmerin Selamawit Teferi, mit der er gemeinsam bei Dan Salpeter am Ben Shemen Youth Center trainiert. Sie leben heute in Haifa. Daneben besuchen sie regelmäßig Trainingscamps in Äthiopien, Kenia und Italien.

## Sportliche Laufbahn
Marhu Teferi nahm im Jahr 2010 zum ersten Mal an internationalen Meisterschaften teil, nachdem er im U20-Rennen bei den Crosslauf-Weltmeisterschaften in Polen an, kam dort allerdings nicht über Platz 105 hinaus. Drei Jahre später trat er bei den U23-Europameisterschaften an und belegte im 10.000-Meter-Lauf den 17. Platz. 2015 bestritt er in Berlin zum ersten Mal an einem Wettkampf über die Marathondistanz und belegte nach 2:19:23 h den 47. Platz. Im Dezember wurde er Israelischer Meister im Halbmarathonlauf. 2016 trat Teferi beim Amsterdam-Marathon an und steigerte sich auf eine Zeit von 2:18:19 h. Damit qualifizierte er sich für die Olympischen Sommerspiele in Rio de Janeiro. Zuvor trat er, ebenfalls in Amsterdam, bei den Europameisterschaften an, bei denen ein Wettkampf über die Halbmarathondistanz ausgetragen wurde. Teferi belegte den 56. Platz. Im August trat er bei den Olympischen Spielen an. Den Marathon beendete er auf dem 73. Platz.
2017 steigerte Teferi beim Paris-Marathon erneut seine Bestzeit. Im August nahm er an den Weltmeisterschaften in London an, konnte das Rennen allerdings nicht beenden. 2018 gewann er im Frühjahr die Silbermedaille bei den Israelischen Meisterschaften. Im März nahm er in Valencia bei den Halbmarathon-Weltmeisterschaften an und belegte mit Bestzeit von 1:02:24 h den 33. Platz. Später im August trat er bei den Europameisterschaften in Berlin an und belegte dabei den siebten Platz. Mit 2:13:00 h stellte er darüber hinaus einen neuen israelischen Nationalrekord auf, den zuvor Ayele Seteng seit 2003 mit 2:14:11 h hielt. Im Dezember trat er bei den Crosslauf-Europameisterschaften an. Er belegte Platz 64. 2019 stellte Teferi in Berlin mit 1:02:05 h auch im Halbmarathon einen neuen Nationalrekord Israels auf. 2020 lief Teferi im Februar beim Sevilla-Marathon mit 2:07:20 h eine neue Bestzeit auf. Im Oktober nahm er an den Halbmarathon-Weltmeisterschaften in Gdynia an und belegte den 28. Platz. 2021 qualifizierte sich Teferi für seine zweite Teilnahme an den Olympischen Sommerspielen. Nach 2:13:02 h belegte er bei den Spielen den 13. Platz. Im Februar 2022 steigerte er in Sevilla seine Marathonbestzeit auf 2:06:58 h. Später im Juli nahm er an seinen zweiten Weltmeisterschaften teil. Nach 2:07:59 h erreichte er im Marathon als Elfter das Ziel. Einen Monat später nahm er in München an den Europameisterschaften. Im Zielsprint des Marathonlaufes musste er sich nur dem Deutschen Richard Ringer geschlagen geben und konnte mit Silber seine erste Einzelmedaille bei einer internationalen Meisterschaft gewinnen. Zudem gewann die israelische Marathonmannschaft die Mannschaftswertung, womit er zusätzlich eine Goldmedaille gewann.
2023 konnte Teferi bei den Weltmeisterschaften in Budapest die Silbermedaille gewinnen.

## Wichtige Wettbewerbe
| Jahr               | Veranstaltung                    | Ort                | Platz              | Disziplin          | Zeit               |
| Startet für Israel | Startet für Israel               | Startet für Israel | Startet für Israel | Startet für Israel | Startet für Israel |
| ------------------ | -------------------------------- | ------------------ | ------------------ | ------------------ | ------------------ |
| 2010               | Crosslauf-Weltmeisterschaften    | Bydgoszcz          | 105.               | U20-Rennen (8 km)  | 27:37 min          |
| 2013               | U23-Europameisterschaften        | Tallinn            | 17.                | 10.000 m           | 30:50,54 min       |
| 2016               | Europameisterschaften            | Amsterdam          | 56.                | Halbmarathon       | 1:07:40 h          |
| 2016               | Olympische Sommerspiele          | Rio de Janeiro     | 73.                | Marathon           | 2:21:06 h          |
| 2017               | Weltmeisterschaften              | London             |                    | Marathon           | DNF                |
| 2018               | Halbmarathon-Weltmeisterschaften | Valencia           | 33.                | Halbmarathon       | 1:02:24 h          |
| 2018               | Europameisterschaften            | Berlin             | 7.                 | Marathon           | 2:13:00 h          |
| 2018               | Crosslauf-Europameisterschaften  | Tilburg            | 64.                | 10 km              | 31:05 min          |
| 2020               | Halbmarathon-Weltmeisterschaften | Gdynia             | 28.                | Halbmarathon       | 1:00:58 h          |
| 2021               | Olympische Sommerspiele          | Tokio              | 13.                | Marathon           | 2:13:02 h          |
| 2022               | Weltmeisterschaften              | Eugene             | 11.                | Marathon           | 2:07:59 h          |
| 2022               | Europameisterschaften            | München            | 2.                 | Marathon           | 2:10:23 h          |
| 2023               | Weltmeisterschaften              | Budapest           | 2.                 | Marathon           | 2:09:12 h          |

## Persönliche Bestleistungen
Stadion
- 3000 m: 8:04,31 min, 12. Juli 2020, Tel Aviv
- 5000 m: 13:40,37 min, 20. Juli 2019, Heusden-Zolder
- 10.000 m: 28:34,27 min, 6. Dezember 2020, Tel Aviv

Straße
- 10-km-Lauf: 28:18 min, 6. November 2020, Tel Aviv, (israelischer Rekord)
- Halbmarathon: 1:00:52 h, 8. September 2019, Tallinn, (israelischer Rekord)
- Marathonlauf: 2:06:43 h, 4. Dezember 2022, Fukuoka